# Забара (Брянская область)
Забара (устар. Песочня, Буровка) — упразднённый в 1961 году населённый пункт Сачковичского сельсовета Климовского района Брянской области РСФСР СССР. С 1961 в черте пгт Климово, современная улица Заводская и переулок Заводской. Действовал крахмальный завод.

## География
Находилась у северной окраины села Сачковичи, на р. Ирпа и образованном ей Заводском пруде.

## История
Упоминается с конца XVIII в. как хутор Песочник, Песочня. На карте Шуберта 19 века — хутор Забара
Входил в состав Новозыбковского уезда (с 1861 — в составе Новоропской волости).
Одноимённый хутор существовал также при селе Крапивна (того же района).
В годы Великой Отечественной войны территория оккупирована немецко-фашистскими войсками с августа 1941 по 24 сентября 1943 года.
4 мая 1961 года вышло Решение Брянского облисполкома о включении в черту р.п. Климово Климовского р-на нас. п. Забара, Подъельск с площадью 113 га земли колхоза им. Жданова, 67,8 га земель Климовского крахмального завода, проектируемых земельных участков ж/д ветки и райбольницы площадью 5,2 га, с исключением их из состава Сачковичского с/с того же р-на (ГАБО. Ф.Р-6. Оп.4. Д.245. Л.82.).

## Транспорт
Через Забару проходила дорога.